# The CEO
The CEO es una película nigeriana de 2016 dirigida por Kunle Afolayan, protagonizada por Kemi Lala Akindoju, Hilda Dokubo, Jimmy Jean-Louis y Angelique Kidjo. Se estrenó en el Eko Hotels and Suites el 10 de julio de 2016, y se proyectó en el Festival Internacional de Cine de Toronto. Se estrenó en Londres en octubre del mismo año en el Leicester Square Vue Cinema.

## Sinopsis
Cinco de los principales miembros de una empresa son enviados a un retiro, con la promesa de que al volver uno de ellos se convertirá en el nuevo CEO. El ambiente cordial se vuelve rápidamente en una competencia por conseguir el preciado cargo.

## Elenco
- Kemi Lala Akindoju como Lisa
- Hilda Dokubo como superintendente Ebenezer
- Jimmy Jean-Louis como Jean-marc
- Angélique Kidjo como la Dra. Zara Zimmerman
- Wale Ojo como Kola

## Recepción
Chidumga Izuzu de Pulse Nigeria subtituló su reseña a partir de la descripción de que era "... una película seria que no ofrece el entretenimiento convencional que la mayoría de los espectadores buscan en las películas de Nollywood". Terminó con un resumen de que "The CEO" podría no ser el mejor trabajo de Afolayan, pero es uno muy atractivo que capta tu atención en gran parte y te hace adivinar, hacer muchas preguntas, pensar y resolver misterios".
El sitioweb YNaija resumió la falta de premios para la película en los AMVCA 2017 así: "Las malas películas no deberían ser premiadas...".